# 塞達利亞 (印地安納州)
塞達利亞（英語：Sedalia）是位於美國印地安納州克林頓縣的一個非建制地區。該地的面積和人口皆未知。

## 地理
塞達利亞的座標為40°24′56″N 86°30′53″W / 40.41556°N 86.51472°W，而該地的平均海拔高度為283米（即928英尺）。